# PGC 19201
LEDA/PGC 19201 ist eine Spiralgalaxie vom Hubble-Typ Sb im Sternbild Großer Hund südlich des Himmelsäquators. Sie ist schätzungsweise 73 Millionen Lichtjahre von der Milchstraße entfernt. Gemeinsam mit NGC 2280, NGC 2292, NGC 2293 und PGC 19589 bildet sie die NGC 2280-Gruppe.